# إلفوندو دي ليس نيوس
الفُندون (بالإسبانية: Hondón de las Nieves)‏ (بالفالنسية:Fondó de les Neus), هي بلدية تقع في مقاطعة اليكانتي. جنوب شرق إسبانيا. يبلغ عدد سكانها 2.501 نسمة.